# Neufmoulin
Neufmoulin (picardisch: Neumolin) ist eine nordfranzösische Gemeinde mit 363 Einwohnern (Stand 1. Januar 2022) im Département Somme in der Region Hauts-de-France. Die Gemeinde liegt im Arrondissement Abbeville und ist Teil der Communauté d’agglomération de la Baie de Somme und des Kantons Abbeville-1.

## Geographie
Die an Saint-Riquier westlich angrenzende Gemeinde am Flüsschen Scardon wird im Süden durch die Départementsstraße D925 begrenzt, über die sie im Bereich des Walds Bois de l’Abbaye deutlich hinausgeht. Auf der Trasse der ehemaligen Bahnstrecke von Doullens über Auxi-le-Château nach Abbeville wird heute ein Wanderweg, die Voie Verte (Traverse du Ponthieu), geführt. Das Gemeindegebiet liegt im Regionalen Naturpark Baie de Somme Picardie Maritime.

## Einwohner
| 1962 | 1968 | 1975 | 1982 | 1990 | 1999 | 2006 | 2011 |
| ---- | ---- | ---- | ---- | ---- | ---- | ---- | ---- |
| 205  | 217  | 270  | 337  | 368  | 345  | 350  | 353  |

## Verwaltung
Bürgermeister (maire) ist seit 2001 Anne-Marie Dorion.

## Sehenswürdigkeiten

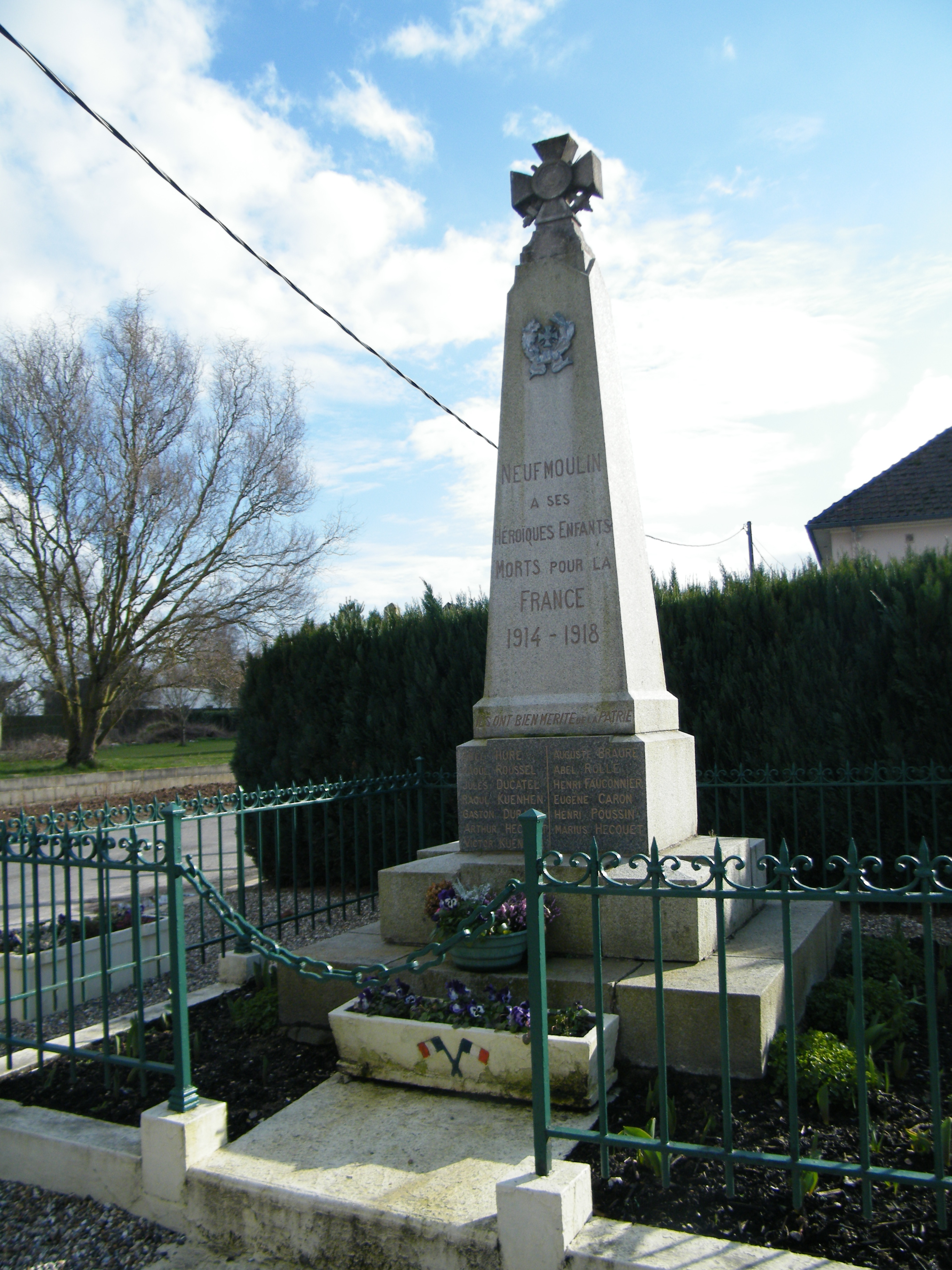
Kriegerdenkmal

- Kriegerdenkmal